# Digitacalia
 Digitacalia  Pippen, 1968 è un genere di piante angiosperme dicotiledoni della famiglia delle Asteraceae (sottofamiglia Asteroideae).

## Etimologia
Il nome scientifico del genere è stato definito dal botanico Richard W. Pippen (1935-) nella pubblicazione " Contributions from the United States National Herbarium. Smithsonian Institution" ( Contr. U.S. Natl. Herb. 34(6): 378) del 1968.

## Descrizione
Habitus. Le specie di questo genere hanno un habitus di tipo erbaceo perenne. Le superfici delle piante possono essere sia glabre che pubescenti per peli semplici. Altezza massima: 4 metri.
Radici. Le radici sono secondarie da rizoma.
Fusto. La parte aerea è eretta; i fusti sono rigidi e frondosi in modo uniforme.
Foglie. Le foglie sono cauline disposte in modo uniforme e alternato; sono inoltre picciolate. Il contorno della lamina è palmato-lobato (3 - 9 lobi). Le venature sono palmate.
Infiorescenza. Le sinflorescenze sono composte da diversi capolini raccolti in corimbi. Le infiorescenze vere e proprie sono formate da un capolino terminale peduncolato di tipo discoide. Alla base dell'involucro (la struttura principale del capolino) può essere presente un calice formato da 1 - 7 brattee fogliacee e ridotte. I capolini sono formati da un involucro, con forme da turbinate a strettamente campanulate, composto da 5 - 8 brattee, al cui interno un ricettacolo fa da base ai fiori. Le brattee sono disposte in modo più o meno embricato su due serie e possono essere connate alla base. Il ricettacolo, a volte alveolato, è nudo (senza pagliette a protezione della base dei fiori); la forma è piana.
Fiori.  I fiori sono tetra-ciclici (formati cioè da 4 verticilli: calice – corolla – androceo – gineceo) e pentameri (calice e corolla formati da 5 elementi). Sono inoltre ermafroditi, tubulosi e actinomorfi.
- Formula fiorale:

*/x K {\displaystyle \infty }, [C (5), A (5)], G 2 (infero), achenio
- Calice: i sepali del calice sono ridotti ad una coroncina di squame.
- Corolla: nella parte inferiore i petali della corolla sono saldati insieme e formano un tubo. In particolare le corolle dei fiori del disco centrale (tubulosi) terminano con delle fauci dilatate a raggiera con cinque profondi lobi più o meno patenti. Il colore delle corolle è bianco, crema o purpureo.
- Androceo: gli stami sono 5 con dei filamenti liberi. La parte basale del collare dei filamenti può essere dilatata. Le antere invece sono saldate fra di loro e formano un manicotto che circonda lo stilo. Le antere sono senza coda ("ecaudate"). La struttura delle antere è di tipo tetrasporangiato, raramente sono bisporangiate. Il tessuto endoteciale è polarizzato. Il polline è tricolporato (tipo "helianthoid").[11]
- Gineceo: lo stilo è biforcato con due stigmi nella parte apicale. La forma degli stigmi varia da troncata a ottusa; possono essere ricoperti da minute papille. Le superfici stigmatiche sono continue.  L'ovario è infero uniloculare formato da 2 carpelli.

Frutti. I frutti sono degli acheni con pappo. La forma degli acheni è strettamente cilindrica (e oblunga); la superficie è percorsa da 8 - 10 coste longitudinali e può essere glabra o talvolta pubescente. Non sempre il carpoforo è distinguibile. Il pappo è formato da numerose setole snelle e bianche; le setole sono disposte su tre serie.

## Biologia
Impollinazione: l'impollinazione avviene tramite insetti (impollinazione entomogama tramite farfalle diurne e notturne).

Riproduzione: la fecondazione avviene fondamentalmente tramite l'impollinazione dei fiori (vedi sopra).

Dispersione: i semi (gli acheni) cadendo a terra sono successivamente dispersi soprattutto da insetti tipo formiche (disseminazione mirmecoria). In questo tipo di piante avviene anche un altro tipo di dispersione: zoocoria. Infatti gli uncini delle brattee dell'involucro (se presenti) si agganciano ai peli degli animali di passaggio disperdendo così anche su lunghe distanze i semi della pianta. Inoltre per merito del pappo il vento può trasportare i semi anche a distanza di alcuni chilometri (disseminazione anemocora).

## Distribuzione e habitat
Le specie di questo genere sono distribuite in Messico e America Centrale.

## Tassonomia
La famiglia di appartenenza di questa voce (Asteraceae o Compositae, nomen conservandum) probabilmente originaria del Sud America, è la più numerosa del mondo vegetale, comprende oltre 23.000 specie distribuite su 1.535 generi, oppure 22.750 specie e 1.530 generi secondo altre fonti (una delle checklist più aggiornata elenca fino a 1.679 generi). La famiglia attualmente (2021) è divisa in 16 sottofamiglie; la sottofamiglia Asteroideae è una di queste e rappresenta l'evoluzione più recente di tutta la famiglia.

### Filogenesi
Il genere di questa voce appartiene alla sottotribù Tussilagininae della tribù Senecioneae (una delle 21 tribù della sottofamiglia Asteroideae). La sottotribù descritta in tempi moderni da Bremer (1994), dopo le analisi di tipo filogenetico sul DNA del plastidio (Pelser et al., 2007) è risultata parafiletica con le sottotribù Othonninae e Brachyglottidinae annidiate al suo interno. Attualmente con questa nuova circoscrizione la sottotribù Tussilagininae s.s. risulta suddivisa in quattro subcladi.
Le “Tossilaggine”, tradizionalmente, fanno parte della sottofamiglia delle "Tubiflore" (o attualmente Asteroideae); sottofamiglia caratterizzata dall'avere capolini con fiori tubulosi al centro ed eventualmente fiori ligulati alla periferia, brattee dell'involucro ben sviluppate e frutti con pappo biancastro e morbido.
I caratteri distintivi del genere  Digitacalia sono:
- le foglie cauline sono disposte in modo alternato;
- le corolle sono profondamente lobate;
- il tessuto endoteciale è polarizzato.

Il numero cromosomico delle specie di questo genere è: 2n = 60 .

### Elenco delle specie
Questo genere ha 6 specie:
- Digitacalia chiapensis (Hemsl.) Pippen
- Digitacalia crypta  B.L.Turner
- Digitacalia hintoniorum  B.L.Turner
- Digitacalia jatrophoides  (Kunth) Pippen
- Digitacalia napeifolia  (DC.) Pippen
- Digitacalia stevensii  Pruski